# Галявиева, Аделина
Аделина Зульфатовна Галявиева (фр. Adelina Galyavieva; род. 2 октября 1996, Казань) — французская фигуристка, выступающая в танцах на льду. В паре с Луи Тороном становилась чемпионкой Франции (2021), бронзовым призёром Универсиады (2019) и участницей чемпионата мира (2021).

## Биография
Галявиева родилась 2 октября 1996 года в Казани. Она также проживала в Москве и Лионе, получив французское гражданство.

## Карьера

### Ранние годы
Галявиева начала кататься в шестилетнем возрасте в 2002 году. Она выступала сначала с Владиславом Антоновым, а затем с Алексеем Карпушовым под руководством Александра Жулина и Олега Волкова. За сборную России при этом она ни разу не выступала.

### Партнерство с Абекассисом
В 2014 году Галявиева начала кататься в паре с Лораном Абекассисом за Францию. Их тренировали Мюриэль Зазуи, Диана Рибас и Оливье Шенфельдер в Лионе. В 2015 году они приняли участие в юниорском Гран-при, заняв 8-е место в Братиславе. 
Галявиева и Абекассис дебютировали на взрослом уровне на международном кубке Ниццы в октябре 2016 года. В течение сезона они ещё выступили в шести турнирах, в том числе в двух соревнованиях серии «Челленджер», но не выиграли медалей. На чемпионате Франции стали четвёртыми. Международный кубок Ниццы в октябре 2017 года стал их последним соревнованиям в паре.

### Партнерство с Тороном
Галявиева сменила партнёра на Луи Торона 14 февраля 2018 года. Они решили представлять Францию, но тренируются в Москве под руководством Анжелики Крыловой и Олега Волкова. Они заняли восьмое место на Nepela Trophy 2018.
На правах хозяев турнира, Галявиева и Торон приняли участие на французском этапе Гран-при, заняв 10-е место. В декабре они выиграли свою первую международную медаль — бронзу на Кубке Босфор в Турции, а затем взяли бронзу на чемпионате Франции. Впоследствии они попали в сборную Франции на чемпионат Европы 2019 года, где стали двенадцатыми.
В 2019 году выступили на Rostelecom Cup, где стали восьмыми, завоевали серебряную медаль на чемпионате Франции, что позволило им принять участие во втором для себя чемпионате Европы в Граце, где французы вновь заняли 12-е место.
В 2021 году Галявиева и Торон прекратили сотрудничество. Причиной стала хроническая травма у партнёра.